# Boris Wassiljewitsch Kukarkin
Boris Wassiljewitsch Kukarkin (russisch Борис Васильевич Кукаркин; * 30. Oktoberjul. / 12. November 1909greg. in Nischni Nowgorod; † 15. September 1977 in Moskau) war ein russischer Astronom und Hochschullehrer.

## Leben
Kukarkin war das dritte Kind des Hochschullehrers für Russische Literatur Wassili Wassiljewitsch Kukarkin, der 1937 verhaftet wurde und 1938 im Arbeitslager starb, und seiner Frau Jelena Alexandrowna geborene Allendorf. Nach Schulbesuch und selbständiger Fortbildung wurde er als Achtzehnjähriger Leiter des Observatoriums der Nischni Nowgoroder Gesellschaft der Freunde der Physik und Astronomie und blieb es bis 1931. 1928 entdeckte er den Zusammenhang zwischen Periode und Spektralklasse der Veränderlichen Sterne. Im gleichen Jahr initiierte er die Gründung des russischen Bulletins Veränderliche Sterne und blieb dessen verantwortlicher Redakteur bis zu seinem Tode. Er war Korrespondierendes Mitglied der Russischen Gesellschaft der Freunde der Weltallkunde.
1931 wurde Kukarkin Astronom am Observatorium Taschkent. Ab 1932 arbeitete er an der Universität Moskau (MGU). 1934 stellte er zusammen mit Pawel Petrowitsch Parenago fest, dass bei U-Geminorum-Sternen die Eruptionsamplitude mit dem zeitlichen Abstand der Eruptionen korreliert (Kukarkin-Parenago-Beziehung). 1935 wurde Kukarkin mit der Gesamtheit seiner Arbeiten ohne Verteidigung einer Dissertation zum Kandidaten der physikalisch-mathematischen Wissenschaften promoviert. Er führte umfangreiche Untersuchungen der Helligkeiten der Cepheiden und ihrer Schwankungen durch. Zusammen mit Parenago katalogisierte er die Veränderlichen Sterne mit ihren charakteristischen Eigenschaften. Dies wurde die Grundlage für den General Catalogue of Variable Stars.
Während des Deutsch-Sowjetischen Krieges diente er in der Roten Armee, in der er zum Kapitan der Luftstreitkräfte aufstieg. Nach dem Kriege wurde er als Mitglied einer Offiziersgruppe nach Deutschland geschickt, um wissenschaftliche Anlagen für die mögliche Ausfuhr in die UdSSR als Reparationsleistung zu identifizieren. Kukarkin empfahl dafür den 40cm-Astrografen der Sternwarte Sonneberg, der bis in die Gegenwart im Krim-Observatorium des Sternberg-Instituts für Astronomie (GAISch) der MGU in Simejis genutzt wird.
1947 verteidigte Kukarkin an der MGU seine Doktor-Dissertation. 1951 folgte die Ernennung zum Professor der MGU. 1952–1956 war er Direktor des GAISch. 1956–1960 leitete er im GAISch die Abteilung für Veränderliche Sterne. Ab 1960 leitete er den Lehrstuhl für Stellarastronomie der MGU (ab 1965 Lehrstuhl für Stellarastronomie und Astrometrie) und im GAISch die Abteilung für Galaxien. Er entwickelte das Konzept der Sternpopulationen in Galaxien, die sich zu unterschiedlichen Zeiten in Galaxien bilden. Neben den Arbeiten Walter Baades trugen Kukarkins Untersuchungen dazu bei, dass das Konzept der Galaxie als Sternsystem mit wechselwirkenden Teilsystemen akzeptiert wurde. Die Ergebnisse seiner detaillierten Untersuchung der Kugelsternhaufen veröffentlichte er 1974 als Monografie. Ein weiterer Untersuchungsschwerpunkt war die Lichtabsorption des interstellaren Staubs.
Von 1949 bis 1961 leitete Kukarkin die Astronomie-Redaktion der Großen Sowjetischen Enzyklopädie. Er war Vorsitzender der Kommission für Veränderliche Sterne des Astronomischen Rates der Akademie der Wissenschaften der UdSSR (seit 1956) und Präsident der Kommission Nr. 27 für Veränderliche Sterne der Internationalen Astronomischen Union (IAU) (1952–1958) und Vizepräsident der IAU (1955–1961).
Kukarkin starb auf dem Wege zu einer Sitzung des Wissenschaftlichen Rats des GAISch. Er wurde auf dem Donskoi-Friedhof begraben.
Kukarkins Namen trägt der Asteroid (1954) Kukarkin.

## Ehrungen, Preise
- Orden des Roten Sterns[2]
- Bredichin-Preis der Akademie der Wissenschaften der UdSSR (1950) für die Arbeit über Entstehung und Entwicklung von Sternsystemen auf der Grundlage der Untersuchung der Veränderlichen Sterne[1]
- Orden des Roten Banners der Arbeit (1959)